# Keven Mealamu
Keven Mealamu (ur. 20 marca 1979 w Tokoroa) – nowozelandzki rugbysta. Występuje na pozycji młynarza w drużynach: Blues (w lidze Super 14), prowincji Auckland (w lidze National Provincial Championship) oraz w reprezentacji Nowej Zelandii. Zdobywca Pucharu Świata w 2011 roku, podczas którego był wicekapitanem kadry narodowej.
Mealamu ukończył Aorere College, gdzie pracował jego brat i były reprezentant Samoa, Luke Mealamu. Karierę rozpoczynał na pozycji rwacza, na której to wystąpił w reprezentacji All Blacks do lat 16 oraz w reprezentacjach szkolnych. Grę na pozycji młynarza rozpoczął w 1998 roku.
W kadrze seniorów zadebiutował 23 listopada 2002 roku, gdy Nowa Zelandia podejmowała na Millennium Stadium w Cardiff Walię. Wcześniej, bo w 1999 roku zadebiutował w rozgrywkach wewnątrzkrajowych (mistrzostwach prowincji), kiedy to reprezentował prowincję Auckland. Pierwszy mecz w barwach grającej w Super Rugby drużyny Blues Mealamu zanotował w  2000 roku. Dwa lata później grał dla Chiefs, jednak szybko powrócił do Blues. 
Mealamu miał także wpływ na grę All Blacks podczas rozgrywanego w 2006 roku Pucharu Trzech Narodów, kiedy to zaliczył dwa przyłożenia przeciwko Australii w pierwszym meczu turnieju. 
Keven Mealamu był kapitanem Blues podczas sezonu 2006, jednak rok później musiał zrzec się tego przywileju ze względu na obowiązki związane z reprezentacją narodową. Po raz pierwszy został kapitanem drużyny All Blacks w meczu przeciw Szkocji w 2008 roku, podczas gdy regularny kapitan, Richie McCaw, był jedynie rezerwowym w tym meczu.